# Pawieł Czernow
Paweł Wiktorowicz Czernow, ros. Павел Викторович Чернов (ur. 7 stycznia 1950 w obwodzie niżnonowogrodzkim) – rosyjski polityk, z wykształcenia inżynier budownictwa.
Ukończył Mordwiński Uniwersytet Państwowy. Od końca lat 90. na stanowiskach związanych z administracją budowlaną w autonomicznym rządzie rosyjskiej Karelii. Od 2002 r. wicepremier, od 2003 r. premier rządu Karelii.